# Marcel Mazoyer
Pour les articles homonymes, voir Mazoyer.
 (février 2023).
Si vous disposez d'ouvrages ou d'articles de référence ou si vous connaissez des sites web de qualité traitant du thème abordé ici, merci de compléter l'article en donnant les références utiles à sa vérifiabilité et en les liant à la section « Notes et références ».
Marcel Mazoyer, né le 1er avril 1933 à Villapourçon (Nièvre, Bourgogne), est un ingénieur agronome et enseignant-chercheur français. Il a été le successeur de René Dumont à la tête de la chaire d'agriculture comparée et de développement agricole de l'Institut national agronomique Paris-Grignon en 1974.

## Biographie
Diplômé (promotion 1953) de l'Institut national agronomique de Paris (l'INA devenu INA P-G en 1971 puis AgroParisTech en 2007), Marcel Mazoyer est ingénieur du corps des Eaux et Forêts (ENGREF Nancy, aujourd'hui intégrée dans AgroParisTech).
Succédant à René Dumont, il enseigne à la chaire d'agriculture comparée et de développement agricole de l'INA P-G des années 1960 à sa retraite au début des années 2000. Il préside le département des sciences économiques et sociales de 1992 à 1999 de l'INA P-G. Il a enseigné notamment comme professeur consultant dans le master Développement agricole durable de l’université de Paris XI.
De 1984 à 1993, il préside le Comité des programmes de l'Organisation des Nations unies pour l'alimentation et l'agriculture (FAO).
Marcel Mazoyer a écrit plusieurs ouvrages, notamment avec René Dumont (1969 et 1981) et avec Laurence Roudart (1997 et 2005). Il a assuré la coordination scientifique du Larousse agricole (2002). Il a notamment travaillé sur le concept de système agraire.
Une biographie détaillée de Marcel Mazoyer a été publiée en 2023 dans la revue Archorales, éditée par l'Institut national de recherche pour l'agriculture, l'alimentation et l'environnement, dans le numéro spécial consacré aux économistes ruraux.

## Publications

### En collaboration
- Développement et socialismes avec René Dumont, Éditions du Seuil, coll. « Esprit », Paris, 1969
- Pauvreté et inégalités rurales en Afrique de l'Ouest francophone (Haute-Volta, Sénégal, Côte d'Ivoire) avec René Dumont et Claude Reboul, BIT, Genève, 1981
- La Plus Belle Histoire des plantes, avec Jean-Marie Pelt, Théodore Monod et Jacques Girardon, Éditions du Seuil, Paris, 1999
- La Société médiévale, avec Agnès Gerhards, MCA, Paris, 1986
- Histoire des agricultures du monde : du Néolithique à la crise contemporaine, avec Laurence Roudart, Éditions du Seuil, Paris, 1997, rééd. en 2002  (ISBN 978-2-02-053061-3)
- La Fracture agricole et alimentaire mondiale. Nourrir l’humanité aujourd’hui et demain avec Laurence Roudart, Universalis, Paris, 2005

### Direction d'ouvrage
- Larousse agricole, Paris, 2002

### Ressource audiovisuelle
- « Nourrir toute l’humanité au 21e siècle : ressources, conditions, risques », intervention de Marcel Mazoyer lors du colloque international consacré au principe de précaution organisé par l'Académie royale de Belgique, en septembre 2010